# Belagerung von Asow (1736)
Die Belagerung von Asow (russisch Осада Азова) war eine russische Militäroperation zur Eroberung der osmanischen Festung Asow während des Russisch-Österreichischen Türkenkriegs (1736–1739).

## Vorgeschichte
Das Safawidische und Russische Reich schlossen im März 1735 den Vertrag von Gəncə. Er führte zu einem Defensivbündnis gegen das Osmanische Reich und dazu, dass die Russen Baku und Derbent an die Safawiden zurückgaben und deren Oberhoheit über die Region Dagestan im Ostkaukasus anerkannten. Die Russen hielten es für notwendig, den Safawiden zu helfen, um zu verhindern, dass sie sich mit den Türken einigen und sich entweder gegen das Russische Reich verbündeten oder den Türken erlaubten, sich am Kaspischen Meer niederzulassen.
Die Türken antworteten auf den Vertrag von Gəncə, indem sie ihrem unterworfenen Verbündeten, dem Krimkhanat, befahlen, den türkischen Anspruch auf Dagestan geltend zu machen. Dieser Schritt würde sie durch Kabarda führen, einem Gebiet im Norden des vom Russischen Reich beanspruchten Kaukasus, und ihm damit einen der wichtigsten Vorwände liefern, um dem Osmanischen Reich den Krieg zu erklären. Einige der ersten Kämpfe in diesem neuen Krieg fanden im Dondelta statt, dem traditionellen Schauplatz der russisch-osmanischen Rivalität. Im Juli 1735 erhielt Burkhard Christoph von Münnich den Befehl, Asow, die wichtigste türkische Festung im Gebiet, zu belagern, was jedoch durch mangelnde Vorbereitung scheiterte. Im folgenden Jahr fand ein erneuter Feldzug statt.

## Verlauf
Im Frühjahr 1736 eroberte eine russische Abteilung von über 500 Mann unter dem Kommando von Generalmajor J. von Spereiter mit Unterstützung von 1200 Donkosaken unter Ataman I. Frolow mehrere Befestigungen in der Nähe von Asow. Am 31. März eroberten sie Wachtürme an beiden Ufern des Don und am 3. April die kleine Festung Ljutik am linken Ufer des Toten Donez, einem Nebenfluss des Don. Bald blockierte die russische Armee Asow.
Die Belagerung wurde nach einem Plan von Burkhard von Münnich durchgeführt. Die Befehlshaber waren ab dem 6. April Wassili Lewaschow und ab dem 15. Mai Peter von Lacy. Die türkische Garnison in Asow unter dem Kommando von Pascha Mustafa Aga zählte 5900 Mann und verfügte über mehr als 220 Geschütze. Die Zahl der russischen Belagerungstruppen schwankte. Im April waren es etwa 14.000 Mann, darunter fast 3900 irreguläre Truppen mit 4 Geschützen. Im Juni waren es mehr als 25.000 Mann und mehr als 130 Belagerungsgeschütze. Im Mai traf die Don-Militärflottille im russischen Belagerungslager ein, die aus mindestens 15 Galeeren und mehreren Dutzend Segel- und Ruderbooten unter Peter Bredahl bestand.
Russische Einheiten begannen am 19. Mai mit der Belagerung und waren am 21. Juni in die Nähe der türkischen Feldbefestigungen gekommen. Der Beschuss Asows mit Belagerungsartillerie begann am 24. Mai und im Juni gelang es ihnen, das Pulverdepot und die Lebensmittelvorräte des Feindes zu sprengen. Anfang Juni befanden sich mehrere Schiffe der Don-Flottille unterhalb von Asow an der Mündung des Don und blockierten die Passage vom Asowschen Meer und oberhalb der Festung, von wo aus sie Artillerie abfeuerten. Während der Belagerung beschossen die Türken russische Stellungen und machten acht Ausfälle.

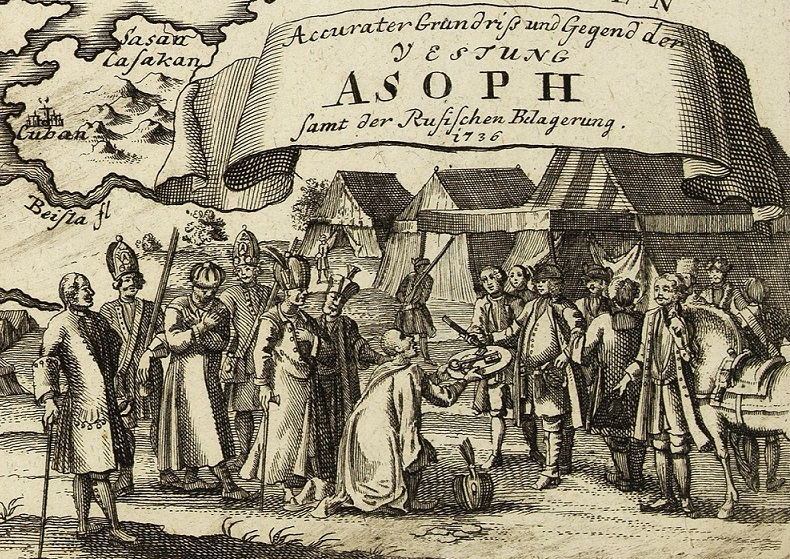
Mustafa Aga übergibt die Schlüssel der Stadt an Peter von Lacy (Illustration von 1740)

Das entscheidende Ereignis, das die Türken zur Kapitulation zwang, ereignete sich in der Nacht des 29. Juni. Eine russische Infanterieabteilung von mindestens 1000 Mann unter Oberst Loman eroberte, unterstützt durch Artilleriefeuer, einen Landstreifen neben dem Glacis, der vom Feind für Ausfälle aus der Festung genutzt wurde. Am selben Tag äußerte der Kommandant von Asow seine Bereitschaft, über eine Kapitulation zu verhandeln. Am 1. Juli übergaben die Türken der russischen Seite die Schlüssel zur Festung. Am 8. Juli verließ die türkische Garnison Asow unter russischer Eskorte.

## Folgen
Die russischen Verluste während der Belagerung beliefen sich auf über 400 Tote und Vermisste sowie etwa 1300 Verwundete. Die Verluste der türkischen Armee waren über 2400. Nach Aussage von Christoph Hermann von Manstein hatten die Festungsmauern von Asow am Ende der Belagerung „keine einzige Bresche“, aber das Stadtgebiet sah aus wie ein „Steinhaufen“. Am Ende des Feldzuges von 1736 wurde zu Ehren der militärischen Erfolge des Russischen Reiches vom Medailleur P. Werner eine silberne Gedenkmedaille geprägt, auf deren Rückseite die Aufschrift „TANAI LIBERATO“ (Der Don ist befreit) stand.